# The Atlantic
The Atlantic (раніше The Atlantic Monthly) — один з найстаріших і найреспектабельніших літературних журналів США. Заснований в 1857 році в Бостоні. Серед перших співробітників були найвизначніші літератори Новій Англії — Джеймс Расселл Лоуелл, Ральф Волдо Емерсон, Генрі Лонгфелло, Олівер Венделл Холмс (старший). Виходить 10 разів на рік, раніше був щомісячним. З 2006 року журналом керує Джеймс Беннет.

## Історія
Журнал заснований групою відомих американських письменників. Один з них, Джеймс Расселл Лоуелл, став першим редактором альманаху.
Від самого початку The Atlantic Monthly був орієнтований на «думаючу аудиторію», іншими словами на новоанглійську інтелігенцію.
У 1869 році Гаррієт Бічер-Стоу, роздратована культом Байрона серед молоді, опублікувала в журналі статтю про розбещеність в особистому житті знаменитого поета. Замість того, щоб відлякати молодих читачів, її пікантний зміст породив гучне обговорення, а тисячі консервативних батьків відмовилися від передплати на журнал.
У 1920-ті роки журнал був перепрофільований у бік політичної публіцистики. Він охоче публікував статті Вудро Вільсона і Теодора Рузвельта. Саме в «Атлантик-мансли» побачили світ перші англомовні твори В. В. Набокова.
У 1970-ті роки видання зіткнулося з фінансовими труднощами, які мало не призвели до його закриття.
У 2005 році журнал отримав престижну нагороду National Magazine Award for fiction. У квітні цього ж року власники оголосили про переведення редакції з Бостона до Вашингтона, де вже розташовувалися рекламна служба і дирекція з розповсюдження; не всі погодилися на переїзд і керівництво протягом осені набирало нову команду.
З 2006 року журналом керує Джеймс Беннет.
З 22 січня 2008 сайт видання TheAtlantic.com відкрив для користувачів багаторічний архів журналу.
На вересень 2013 видавцем журналу значився віце-президент компанії Atlantic Media Company Джей Лауф.